# Крамарев, Аркадий Григорьевич
Арка́дий Григо́рьевич Крамарев (13 января 1938, Ленинград — 4 октября 2018, Санкт-Петербург) — советский и российский деятель органов внутренних дел, военный, политический и государственный деятель. Начальник Главного управления внутренних дел Санкт-Петербурга и Ленинградской области с 5 ноября 1990 по 13 апреля 1994. Депутат Законодательного собрания Санкт-Петербурга I—IV созывов с 1994 по 2011.
Заслуженный юрист РСФСР (1987). Генерал-лейтенант милиции (1991). Атаман Санкт-Петербургского отдельского казачьего общества «Казачья стража», почётный атаман Санкт-Петербурга.

## Биография
Родился 13 января 1938, в рабочей семье. В 1960 окончил юридический факультет Ленинградского государственного университета.
С 1960 служил в органах внутренних дел: оперуполномоченный 45-го отделения милиции (Невский район Ленинграда, 1960—1962), следователь, старший следователь Следственного управления милиции Леноблгорисполкомов (1963—1970), начальник следственного отдела в Дзержинском районе (1966—1970), заместитель начальника, начальник 3-го следственного управления (1970—1989), заместитель начальника Следственного управления, начальник Следственной части ГУВД Леноблгорисполкомов (1989—1991). Генерал-лейтенант милиции (1991).
С 5 ноября 1990 по 13 апреля 1994 — Начальник Главного управления внутренних дел Санкт-Петербурга и Ленинградской области, одновременно начальник Криминальной милиции ГУВД Санкт-Петербурга и Ленинградской области (1991—1994). В период событий Августовского путча в 1991 и Разгона Съезда народных депутатов и Верховного Совета Российской Федерации в 1993 не допустил в городе серьёзных столкновений.
В 1994 — начальник факультета Высшей школы милиции Министерства внутренних дел Российской Федерации.

### Политическая деятельность
В 1995 году возглавлял Петербургский — Ленинградский областной региональный список кандидатов в депутаты Госдумы РФ от избирательного объединения «Памфилова — Гуров — Владимир Лысенко (Республиканская партия Российской Федерации)».
Был избран депутатом Законодательного собрания Санкт-Петербурга I—IV созывов (1994—2011); являлся председателем постоянной комиссии по вопросам правопорядка и законности (1994—2011), членом комитета по законодательству и членом контрольной группы Законодательного собрания (2007—2011). Состоял во фракции «Единая Россия». Автор более 30 законов, в том числе «О мировых судьях», «Об Уставном суде», «О ежемесячных социальных выплатах гражданам, получающим пенсии в Санкт-Петербурге».
Являлся представителем Санкт-Петербурга:
- в Национальном антикоррупционном комитете (с 2000)[7][1];
- в некоммерческой организации «Европейские города против наркотиков» (ЕСАD; с сентября 2001)[7][1]; с 2006 — член Правления ECAD от Санкт-Петербурга[8], член Консультативного совета ECAD[9].

Похоронен с воинскими почестями на Серафимовском кладбище Петербурга, (центральная аллея — героев России, генералов и адмиралов).

## Награды и признание
- заслуженный юрист РСФСР (1987)[7]
- премия «Юстиция» (2001) — за успехи в юридической практике[1]
- орден святого благоверного князя Даниила Московского (2002)[1]
- орден «За укрепление Государства Российского»

Могила Крамарева на Серафимовском кладбище Санкт-Петербурга.

- медали[2]:
  - «За доблестный труд»
  - «Защитнику свободной России»
  - «50 лет советской милиции»
  - «Ветеран труда»
  - «За безупречную службу»
  - «200 лет МВД России»
  - «В память 300-летия Петербурга».